# Mil Mi-32

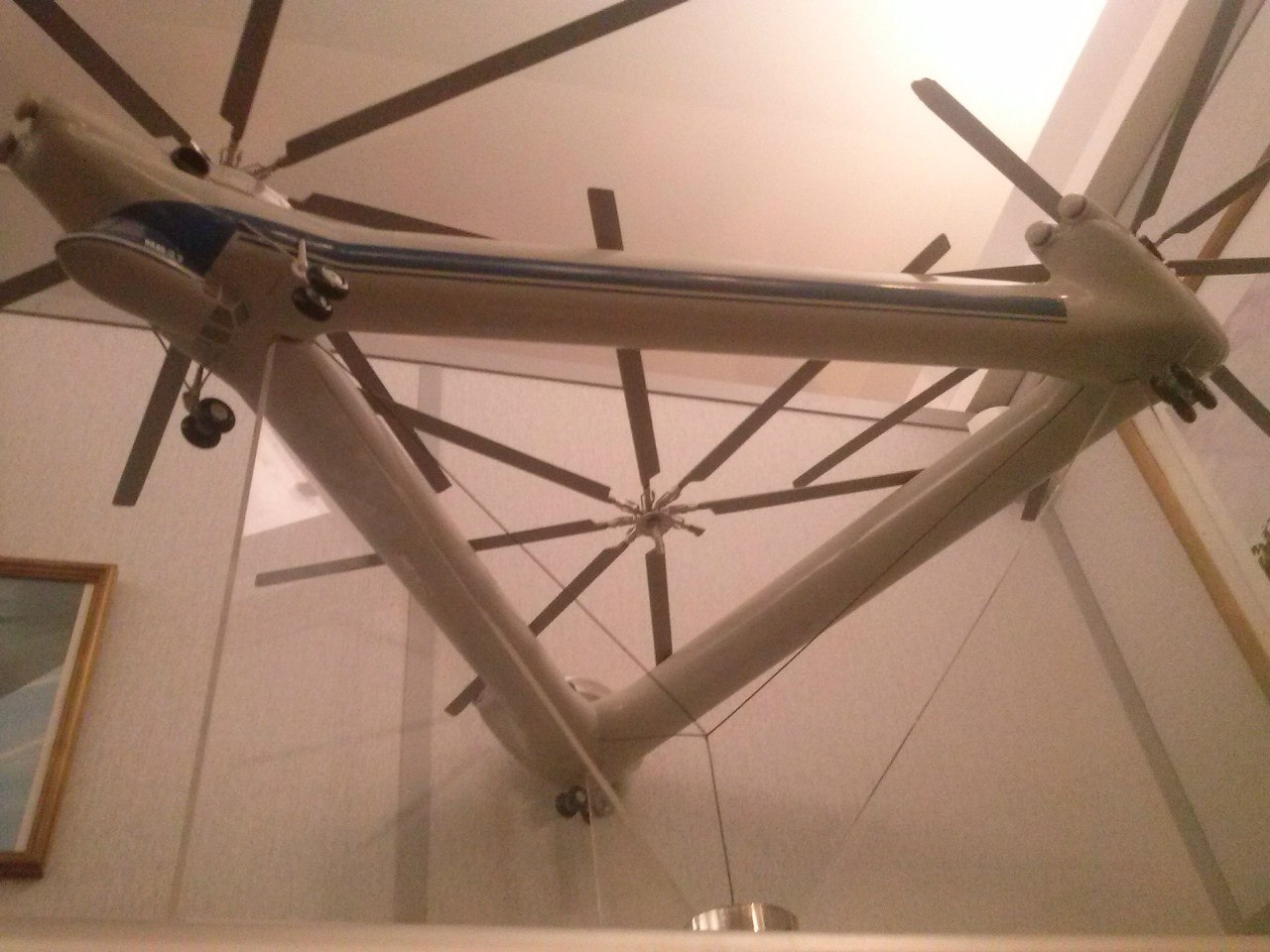
Modell in Mils Arbeitszimmer

Der Mil Mi-32 war ein Projekt für einen überschweren Kranhubschrauber aus dem Jahre 1982. Als absolute Besonderheit verfügte er über drei Hauptrotorsysteme auf Basis des Mil Mi-26. Diese drei Systeme waren mit einem Rumpf verbunden, der die Systeme in einem Dreieck verband. Die Mitte zwischen den drei Hauptrotoren blieb frei. Das Abfluggewicht des für den Materialtransport in Sibirien vorgesehenen Gerätes sollte 142 Tonnen betragen, die Höchstgeschwindigkeit 230 km/h und die Reichweite 600 km. Wegen der Auflösung der UdSSR kam es jedoch zu keiner Ausführung.